# Braun
- Braun (przedsiębiorstwo)
- Braun – nazwisko niemieckie, od słowa braun – brązowy. Dwudzieste co do popularności w Niemczech[1].

## Polacy
- Andrzej Braun – pisarz
- Grzegorz Braun – polski polityk, reżyser i scenarzysta, poseł na Sejm RP IX i X kadencji
- Ewa Braun – polska scenograf
- Jan Braun – polski sumerolog i kartwelolog
- Joanna Braun – polska scenograf
- Jerzy Braun – pisarz i działacz polityczny
- Juliusz Braun – dziennikarz i polityk
- Juliusz Braun – prawnik, profesor, harcerz
- Kazimierz Braun – polski aktor i reżyser teatralny, scenarzysta, teatrolog, krytyk teatralny, pisarz i tłumacz
- Magdalena Braun – judoczka
- Maksymilian Braun – muzyk
- Sylwester Braun – fotograf
- Tereliza Braun – polska działaczka społeczna

## Obcokrajowcy
- Adam Braun – malarz
- Egidius Braun
- Eva Braun – kochanka, następnie żona Adolfa Hitlera
- Karl Ferdinand Braun
- Lilian Jackson Braun
- Ludwig Georg Braun – niemiecki przedsiębiorca
- Otto Braun
- Wernher von Braun
- Matthias Bernard Braun – czeski rzeźbiarz
- Carol Moseley Braun – polityk amerykańska